# John Varvatos
John Varvatos (Detroit, 8 agosto 1959) è uno stilista statunitense.

## Biografia
Di origine greca (esattamente dell'isola di Cefalonia), John Varvatos dopo aver frequentato la Allen Park High School inizia a lavorare per Ralph Lauren nel 1983, per poi passare a Calvin Klein nel 1990, dove diventa principale stilista della linea maschile del marchio. Nel 1995 ritorna a Ralph Lauren, per poi fondare nel 1999 il proprio marchio omonimo, con cui debutta nel 2000. Varvatos riceve per il suo lavoro il riconoscimento "Perry Ellis Award" da parte del Council of Fashion Designers of America come "nuovo talento più promettente", a cui seguiranno nel 2001 "stilista dell'anno" e nel 2005 "stilista dell'anno per uomo".
Nel 2000 John Varvatos crea una linea di scarpe Converse All-Stars per la stagione autunno/inverno di quell'anno. La collezione di Varvatos ottiene un successo tale da essere tutt'oggi in produzione. Nel 2003 il brand John varvatos diventa parte dell'azienda Nautica Enterprises, Inc., che viene successivamente acquisita dalla VF Corporation.  Nel 2005, John Varvatos avvia una collaborazione con la VF Corporation per creare una nuova partnership, John Varvatos Enterprises, Inc., in cui Varvatos è amministratore delegato e presidente.
Nell'autunno 2004, John Varvatos ha lanciato in commercio il suo primo profumo, John Varvatos Classic, che è diventato il primo prodotto di una linea di profumi e cosmetica, licenziati da Shiseido. Nella primavera 2006 Varvatos lancia la sua prima collezione di occhiali, che vede come testimonial il gruppo musicale Velvet Revolver.
Nel 2007 lo stilista è stato nominato dalla rivista GQ come "stilista dell'anno".